# Asplenium zenkerianum
Asplenium zenkerianum är en svartbräkenväxtart som beskrevs av Kze. Asplenium zenkerianum ingår i släktet Asplenium och familjen Aspleniaceae. Inga underarter finns listade.